# Park Geun-hye
En aquest nom coreà, el cognom és Park.
Park Geun-hye (hangul 박근혜; hanja 朴槿惠; Daegu, 2 de febrer del 1952) fou l'onzena Presidenta de Corea del Sud. Fou la primera dona a ser escollida Presidenta de Corea del Sud, i exercí el mandat presidencial número 18. Abans d'arribar a la presidència, va exercir el càrrec del conservador Partit Saenuri entre 2004 i 2006 i entre 2011 i 2012 (en l'època que ella en fou la presidenta, el partit es deia Gran Partit Nacional; al febrer del 2012 va canviar el seu nom pel de Partit Saenuri). Park va ser també membre de l'Assemblea Nacional de Corea, i fou elegida, durant quatre legislatures consecutives, diputada; va començar el seu cinquè mandat com a diputada el juny de 2012. El seu pare era Park Chung-hee, President de Corea del Sud entre 1963 i 1979. Se la considera generalment com un dels polítics més influents a Corea des de les presidències dels dos Kim: Kim Young-sam i Kim Dae-jung.

## Primers anys i educació
Park va néixer el 2 de febrer de 1952, a Samdeok-dong, localitat del Jung-gu, Daegu, com a primogènita de Park Chung-hee, el tercer president de Corea del Sud, que va exercir el càrrec entre 1963 i 1979, i Yuk Young-soo. Té un germà menor, Park Ji-man, i una germana més jove, Park Seoyeong. Park mai no s'ha casat.
El 1953, la seva família es va mudar a Seül i es va graduar a l'Escola Primària Jangchung de Seül i a l'Institut d'Ensenyament Secundari i Superior per a noies de Sungshim (literalment: Sagrat Cor) el 1970; rebrà un títol de llicenciatura en enginyeria electrònica de la Universitat de Sogang el 1974. Ella també va estudiar breument a la Universitat de Grenoble, però va deixar França després de la mort de la seva mare.
Park va rebre el doctorat honoris causa per la Universitat de Cultura Xinesa a Taiwan el 1987, per la Universitat nacional de Pukyong i KAIST el 2008 i per la Universitat de Sogang el 2010.

### Actuant com a Primera Dama
La mare de Park va ser assassinada al Teatre Nacional de Corea, Seül, per Mun Se-gwang, un assassí japonès nascut nord-coreà, i un membre de l'Associació General de Coreans Residents al Japó, sota la direcció del govern de Corea del Nord, el 15 d'agost del 1974. Park fou considerada com a primera dama fins al 1979, quan el seu pare també fou assassinat–pel seu propi cap d'intel·ligència, Kim Jae-gyu, el 26 d'octubre del 1979. Durant aquest temps, els activistes que eren rivals polítics del seu pare, asseguraren que foren objecte de detencions arbitràries. Posteriorment, els drets humans es consideraren subordinats al desenvolupament econòmic. El 2007, Park expressà el seu penediment pel tracte als activistes durant aquest període.

### Destitució i judici
El 9 de desembre de 2016 l'Assemblea nacional va realitzar un impeachement contra Geun. L'acte va ser recolzat pel tribunal constitucional, fent efectiva la seva destitució el 10 de març de 2017. L'abril de 2018 fou condemnada a 24 anys de presó.

## Lligams familiars controvertits
Park ha estat sovint criticada per ser la "filla del dictador Park Chung-hee" i per no haver donat suport activament a l'administració de Lee pels seguidors de Lee Myung-bak. Una enquesta a nivell nacional, realitzada el 2012 per un diari conservador va mostrar que el 59,2% dels participants respongueren que no creien que Park fos una "filla d'un dictador" mentre que el 35,5% estaven d'acord amb aquesta definició.
Durant una recent entrevista per a un canal de televisió de Cheongju, Park va comentar, pel que fa a la seva postura, que el cop del 16 de maig que va dur a terme el seu pare va ser una “revolució per salvar el país” i va declarar, “No crec que sigui una tasca dels polítics discutir sobre si [els fets de 1961] van ser un ‘cop d'estat’ o una ‘revolució’”. En una estudi de juliol del 2012, el 49,9% dels enquestats van respondre que no estaven d'acord amb l'afirmació de Park que el cop del seu pare de 1961 era “inevitable, la millor elecció possible, i una decisió aconsellable,” per un 37,2% que sí que hi estaven d'acord.

## Acusacions de la fundació Bu-il
Park s'ha enfrontat a una investigació contínua sobre una fundació educativa, la fundació Jeongsoo, antigament coneguda com a Buil (en referència a les accions que controla en el diari "Busan Ilbo"), que el seu pare, i posteriorment ella mateixa, van dirigir. Els seus propietaris originals van reclamar als tribunals que es van veure obligats a traspassar-li al seu pare.

## Crítiques a dins del seu partit
Un diputat del Partit Saenuri, Nam Gyeong-pil, va criticar la naturalesa del partit, centrat en la figura de Park, pel que fa a la seva preparació de les eleccions presidencials del 2012 i va afirmar, “Si seguim veient la mateixa situació on Park Geun-hye dona una conferència de premsa abans de mantenir una reunió general de legisladors, i que el que ella diu aleshores es decideix que sigui la postura del partit, aleshores la gent arribarà a pensar que la democràcia ha desaparegut del partit”.
A més a més, alguns havien dit que el comportament de Park en el període previ a les eleccions presidencials del 2012 era una barreja de seguiment de tendències i estalvi d'esforços - un marcat contrast amb la insistència vehement en principi que va mostrar quan es va oposar a una revisió del pla per a una ciutat multifuncional administrativa a Sejong. Per exemple, Yim Tae-hee, un altre candidat a la presidència del partit, va assenyalar Park va votar per una moció per detenir Chung Doo-un, un legislador implicat en el suborn en relació amb caixes d'estalvis. Un altre candidat, Ahn Sang-soo, va acusar Park de "dir una cosa ahir i una altra avui”

## Publicacions

### Llibres
- 절망은 나를 단련시키고 희망은 나를 움직인다 (en coreà).  Wisdom House, juliol del 2007. ISBN 89-6086-033-6. (La desesperança m'ha provat, em commou i esperem)
- 나의 어머니 육영수 (en coreà).  People&People, gener del 2001. ISBN 89-85541-54-4. La meva mare, Yuk Young-soo
- 결국 한 줌, 결국 한 점 (en coreà).  Busan Ilbo Books, octubre del 1998. ISBN 89-87236-25-0. (Al final, només un grapat, punt final)
- 고난을 벗 삼아 진실을 등대삼아 (en coreà).  Busan Ilbo Books, octubre del 1998. ISBN 89-87236-24-2. (Confraternitzant amb l'adversitat, la veritat em serveix de far)
- 내 마음의 여정 (en coreà).  Hansol Media, maig del 1995. ISBN 89-85656-50-3. (Viatge de la meva ment)
- 평범한 가정에 태어났더라면 (en coreà).  Nam Song, novembre del 1993. ISBN 2001044000207. (Si hagués nascut en una família normal)

### Articles
- «A New Kind of Korea: Building Trust Between Seoul and Pyongyang». Foreign Affairs, setembre / octubre 2011 [Consulta: 14 agost 2012].